# Chris Kovarik
Chris Kovarik (ur. 1 marca 1978 w Melbourne) – australijski kolarz górski, brązowy medalista mistrzostw świata.

## Kariera
Największy sukces w karierze Chris Kovarik osiągnął w 2002 roku, kiedy zdobył brązowy medal w downhillu podczas mistrzostw świata w Kaprun. W zawodach tych wyprzedzili go jedynie Francuz Nicolas Vouilloz oraz Brytyjczyk Steve Peat. Ponadto Australijczyk zajął trzecie miejsce w klasyfikacji downhillu w sezonie 2002 Pucharu Świata w kolarstwie górskim. W klasyfikacji tej lepsi okazali się tylko Steve Peat i Francuz Cédric Gracia. Nigdy nie wystąpił na igrzyskach olimpijskich.